# Ümit Özdağ
Ümit Özdağ, né le 3 mars 1961 à Tokyo (Japon) est un homme politique, universitaire et écrivain turc, connu pour ses positions nationalistes et anti-immigration. Il est le fondateur et actuel président du Parti de la Victoire (Zafer Partisi), un parti politique d'extrême droite.

## Jeunesse
Ümit Özdağ, né le 3 mars 1961 à Tokyo (Japon), est un homme politique turc. Il est le fils de Muzaffer Özdağ, ancien officier d’état-major et homme politique, exilé au Japon à la suite du coup d’État militaire turc du 27 mai 1960. Membre du groupe des « Quatorze », Muzaffer Özdağ a été député d’Afyonkarahisar au sein du Parti des paysans républicains (Cumhuriyetçi Köylü Millet Partisi), avant de se retirer de la vie politique en 1971.
En raison des fonctions de son père, Ümit Özdağ passe les premières années de sa vie à l’étranger, notamment au Japon et en Allemagne. Il grandit dans un environnement fortement marqué par la politique, la diplomatie et les affaires militaires, ce qui influence précocement son engagement idéologique et politique.
Au cours de sa jeunesse, il s’implique dans le mouvement nationaliste turc, connu sous le nom de Ülkücü. Son activisme politique lui vaut d’être exclu d’un lycée à Ankara ; il achève néanmoins ses études secondaires à l’Aktepe High School.

## Formation
Après ses études secondaires, Özdağ poursuit ses études en Allemagne, à l'Université Ludwig-Maximilian de Munich, où il se spécialise en science politique et philosophie. Il rédige une thèse doctorale portant sur le développement planifié et les institutions de planification étatiques en Turquie, qu’il soutient avec succès en 1990. En 1993, il est nommé professeur associé. Son travail académique se concentre sur les relations entre l’armée et la politique, la sécurité nationale, la stratégie et les conflits ethniques, notamment la question kurde. Il a enseigné dans plusieurs universités turques, et est reconnu pour ses nombreux ouvrages et articles académiques.

## Carrière politique

### Débuts
Dans sa jeunesse, Özdağ s’engage dans le mouvement « Ülkücü », un courant nationaliste turc très influent. Il connaît une exclusion scolaire liée à ses activités politiques.
Entre 1997 et 2002, Ümit Özdağ rencontre des dirigeants du Parti des travailleurs du Kurdistan (PKK). Ces rencontres sont d'abord révélées au sein d'un rapport secret de la Millî İstihbarat Teşkilatı (MIT) en 2011, et niées par Özdağ, qui finit par admettre en 2020 avoir effectué ces rencontres en agissant sous l'autorité secrète de l'État turc. Selon le même rapport de la MIT, Ümit Özdağ aurait entretenu des liens étroits avec l'Ergenekon, un présumé réseau d'éléments nationalistes au sein de l'appareil militaire, policier et de renseignement.
Une enquête criminelle de 2009 sur un groupe néonationaliste et des documents saisis en 2012 au sein de la Bilgi Destek Daire Başkanlığı (une unité d'opérations psychologiques et d'influence au sein de l'état-major général turc) mettent également au jour jour ses liens avec des généraux néonationalistes, notamment le brigadier-général Veli Küçük (tr), fondateur du JİTEM, une unité de renseignement illégale au sein de la gendarmerie. Ces documents révèlent qu'Özdağ figurait parmi les « actifs » utilisés par l'état-major pour influencer l'opinion publique, notamment à travers des opérations psychologiques dirigées par le colonel Dursun Çiçek (tr).

### Parti d'action nationaliste

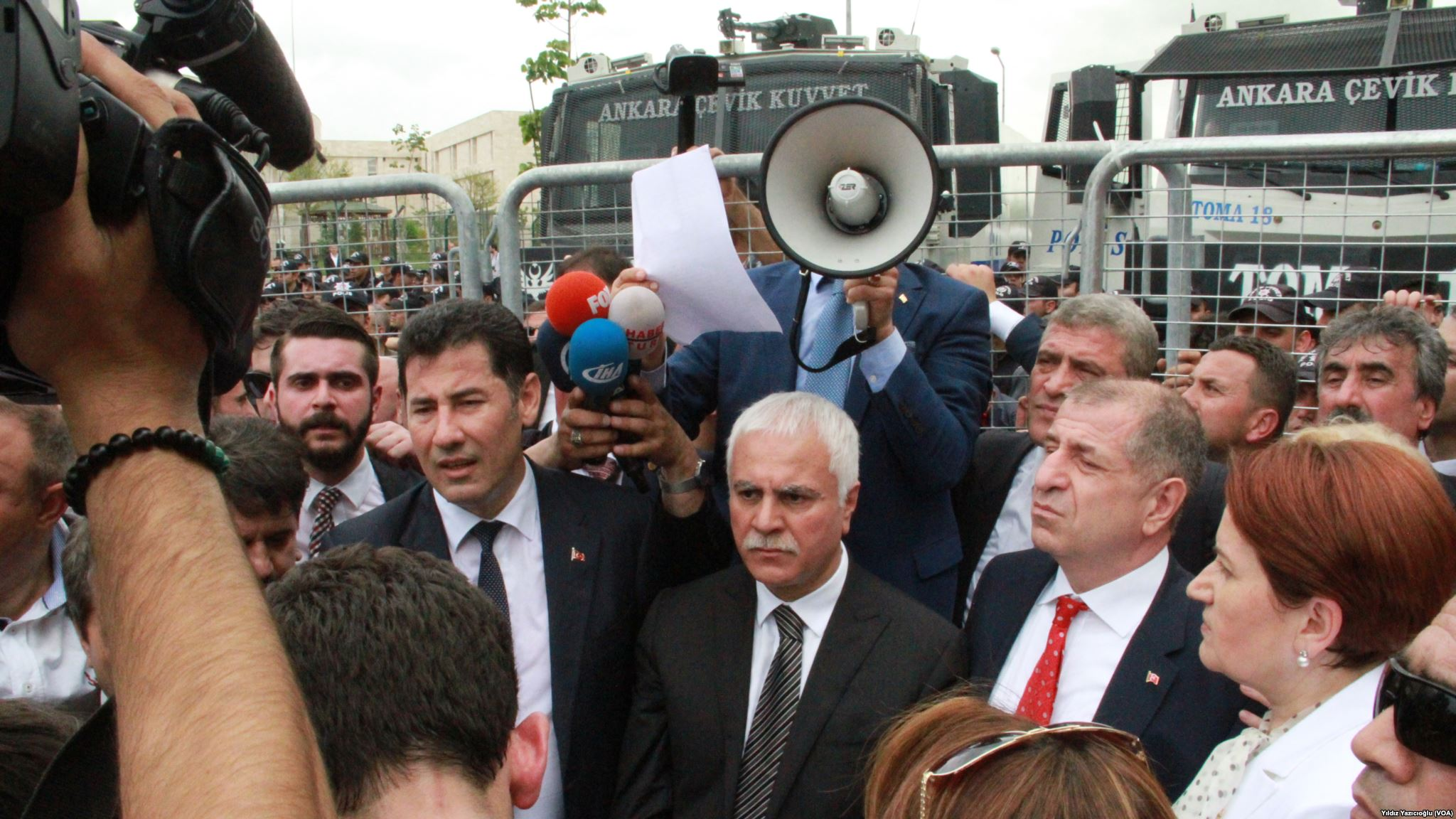
Le 15 mai 2016, avant le congrès extraordinaire planifié du Parti d'Action Nationaliste (MHP), les opposants au sein du MHP Sinan Oğan, Koran Aydın, Ümit Özdağ et Meral Akşener (de gauche à droite) se sont vus empêcher d'entrer dans l'hôtel où devait se tenir le congrès.

En 2006, il annonce sa candidature à la présidence du Parti d'action nationaliste (MHP), parti nationaliste turc, mais sa candidature est rejetée par la direction et son adhésion suspendue. Après une bataille judiciaire, il est réintégré en 2010. Il est élu député de la circonscription de Gaziantep lors des élections législatives turques de juin 2015 et devient vice-président du MHP la même année. Il démissionne en 2016, dénonçant notamment la réforme constitutionnelle instaurant un régime présidentiel exécutif et des désaccords internes.

### Le Bon Parti
En 2017, il rejoint le Bon Parti (İYİ Parti), un parti nationaliste modéré fondé par Meral Akşener, dont il critique cependant rapidement les alliances et orientations politiques. Il quitte le parti en 2020, avant d’y revenir brièvement en 2021, puis de partir de nouveau.

### Parti de la Victoire
Le 26 août 2021, Ümit Özdağ fonde le Parti de la Victoire (Zafer Partisi), un parti nationaliste aux positions fermes sur l’immigration. Il plaide pour le rapatriement des réfugiés syriens et critique vivement la politique migratoire du gouvernement turc. Le parti échoue à franchir le seuil électoral de 7 % lors des élections législatives de 2023, mais bénéficie d’une visibilité croissante.

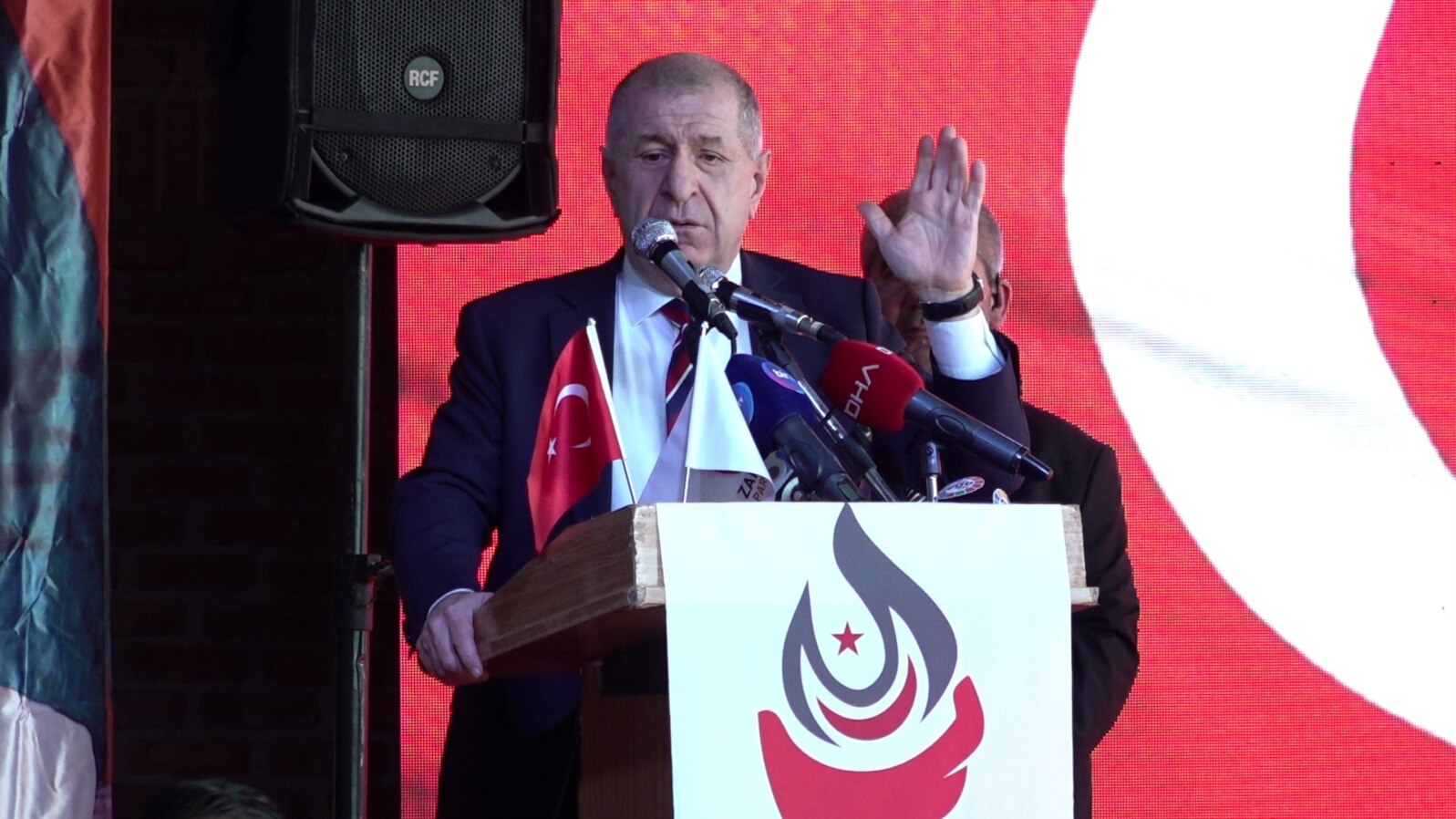
Ümit Özdağ lors d'un discours en 2024.

Lors de l'élection présidentielle de 2023, Ümit Özdağ apporte son soutien au candidat de l'opposition Kemal Kılıçdaroğlu pour le second tour face à Recep Tayyip Erdoğan,. Ce soutien fait suite à un accord prévoyant le rapatriement de tous les réfugiés, notamment les Syriens, vers leurs pays d'origine dans un délai d'un an, ainsi que la promesse que son parti obtiendrait trois ministères, dont celui de l'Intérieur qu'il aurait dirigé personnellement, ainsi que la Millî İstihbarat Teşkilatı (ce dernier point de l'accord étant resté secret avant la fin de l'élection afin d'éviter les réactions des autres membres de l'Alliance de la nation). Özdağ a également mené des discussions similaires avec Erdoğan avant de décider de ne pas le soutenir en raison de l'absence de plans de rapatriement des migrants dans son programme.
Le 20 janvier 2025, il est détenu pour injure au président à la suite d'un discours lors duquel il déclare que « même les croisades n'ont pas fait autant de dégâts à la Turquie qu'Erdoğan »,,. Il est finalement remis en liberté, mais il est à nouveau arrêté dès le lendemain pour incitation à la haine publique en raison de onze publications sur le réseau social X. Les procureurs le tiennent également responsable des émeutes anti-réfugiés syriens qui ont éclaté dans la province de Kayseri en 2024 (en), au cours desquelles des centaines de maisons et d'entreprises ont été attaquées,,.
Il est transféré à la prison de Silivri (tr) près d'Istanbul, tandis que le porte-parole du Parti de la victoire, Mehmet Ali Şehirlioğlu, assume temporairement la direction du parti. Son arrestation est condamnée par plusieurs dirigeants de l'opposition, le dirigeant du Parti républicain du peuple Özgür Özel et le maire d'Istanbul Ekrem İmamoğlu dénonçant une atteinte à la démocratie et à l'indépendance judiciaire,. Özdağ conteste les accusations et affirme que sa détention serait politiquement motivée, liée à ses critiques des négociations gouvernementales avec le PKK. Il maintient avoir œuvré pour apaiser les tensions à Kayseri et nie avoir incité à la violence contre les réfugiés. Son procès s'ouvre en juin 2025,. 
Le 19 juin 2025, Ümit Özdağ est libéré sous contrôle judiciaire, dans l'attente de la suite de son procès, après une décision rendue par la 22e chambre pénale d'Istanbul.

## Positions politiques
Nordic Monitor le qualifie d'ultranationaliste. Özdağ est reconnu pour son opposition à l'immigration, notamment concernant les réfugiés syriens en Turquie. Il défend un retour massif des réfugiés vers leur pays d’origine. Par ailleurs, il adopte une posture très critique à l’égard du Parti des travailleurs du Kurdistan (PKK) et de ses activités.
Özdağ développe trois axes principaux de critique de l'immigration : économique, en attribuant l'inflation turque et une partie importante du déficit de la balance courante du pays à la présence de réfugiés et migrants en situation irrégulière ; culturel, en présentant les réfugiés comme une menace pour la civilisation turque et en s'opposant aux manifestations de la culture arabe ; et sécuritaire, en associant les réfugiés à la criminalité et au terrorisme, notamment en établissant des liens entre les réfugiés syriens et les groupes djihadistes. Son discours anti-immigration s'apparente à celui des partis européens d'extrême droite populiste.
Sa conception de la nation turque, bien qu'officiellement basée sur la citoyenneté dans le programme du ZP, révèle parfois des tendances ethno-nationalistes, notamment dans son traitement différencié des turcs ouïghours par rapport aux autres réfugiés.
Dans une interview accordée au quotidien Ayıntab en mars 2020, il qualifie la présence de syriens d'« invasion secrète » et de « cauchemar » pour la ville de Gaziantep, affirmant que les Syriens ont été « forcés de migrer en Turquie dans le cadre d'un projet » impérialiste visant à modifier la structure démographique de la région. Il conteste les chiffres officiels du gouvernement turc concernant la présence de syriens en Turquie et estime que 5,3 millions de Syriens vivraient en réalité dans le pays. Il prédit que Gaziantep risque de ne plus être une ville turque en raison de cette « invasion silencieuse ».

## Publications
- Les relations armée-politique en Turquie
- Le nationalisme turc et la question kurde
- La géopolitique de l'Eurasie